# It Will Rain
It Will Rain est une chanson de Bruno Mars créée pour la bande originale du film de Bill Condon Twilight, chapitre IV : Révélation, sorti en 2011. 

## Listes des titres
| 1. | It Will Rain | 4:27 |